# منطقة حمراء (بعد الحرب)

خريطة توضيحية تشرح الظروف التي أعقبت الحرب مباشرة: تظهر المناطق المدمرة كليًا باللون الأحمر، والمناطق التي تعرضت لأضرار كبيرة باللون الأصفر، والمناطق المتضررة بشكل معتدل باللون الأخضر، والمناطق غير تالفة باللون الأزرق

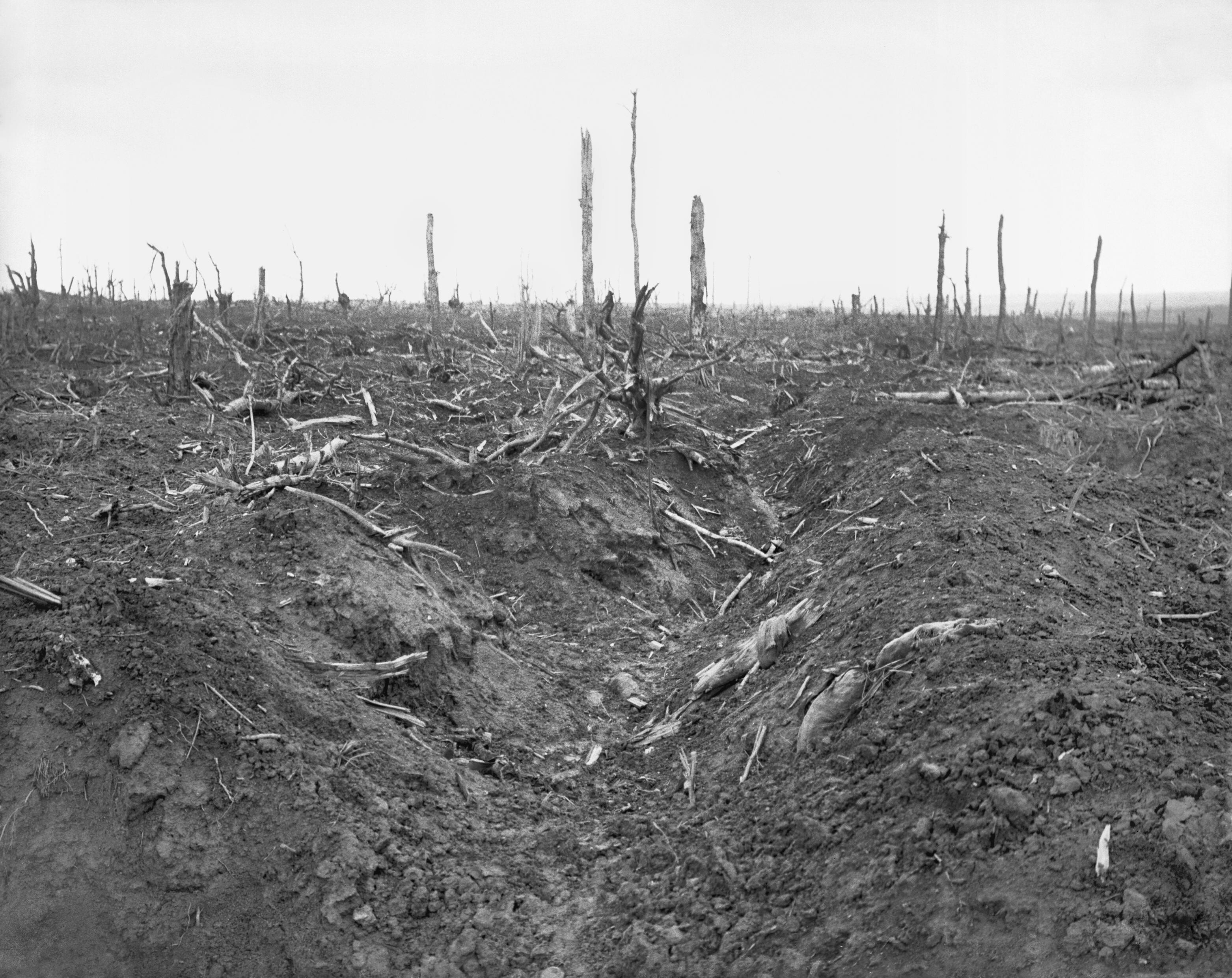
خندق ألماني في
معركة دلفيل وود، بالقرب من نهر (السوم)، الذي تم تدميره عام 1916 في المنطقة الحمراء.

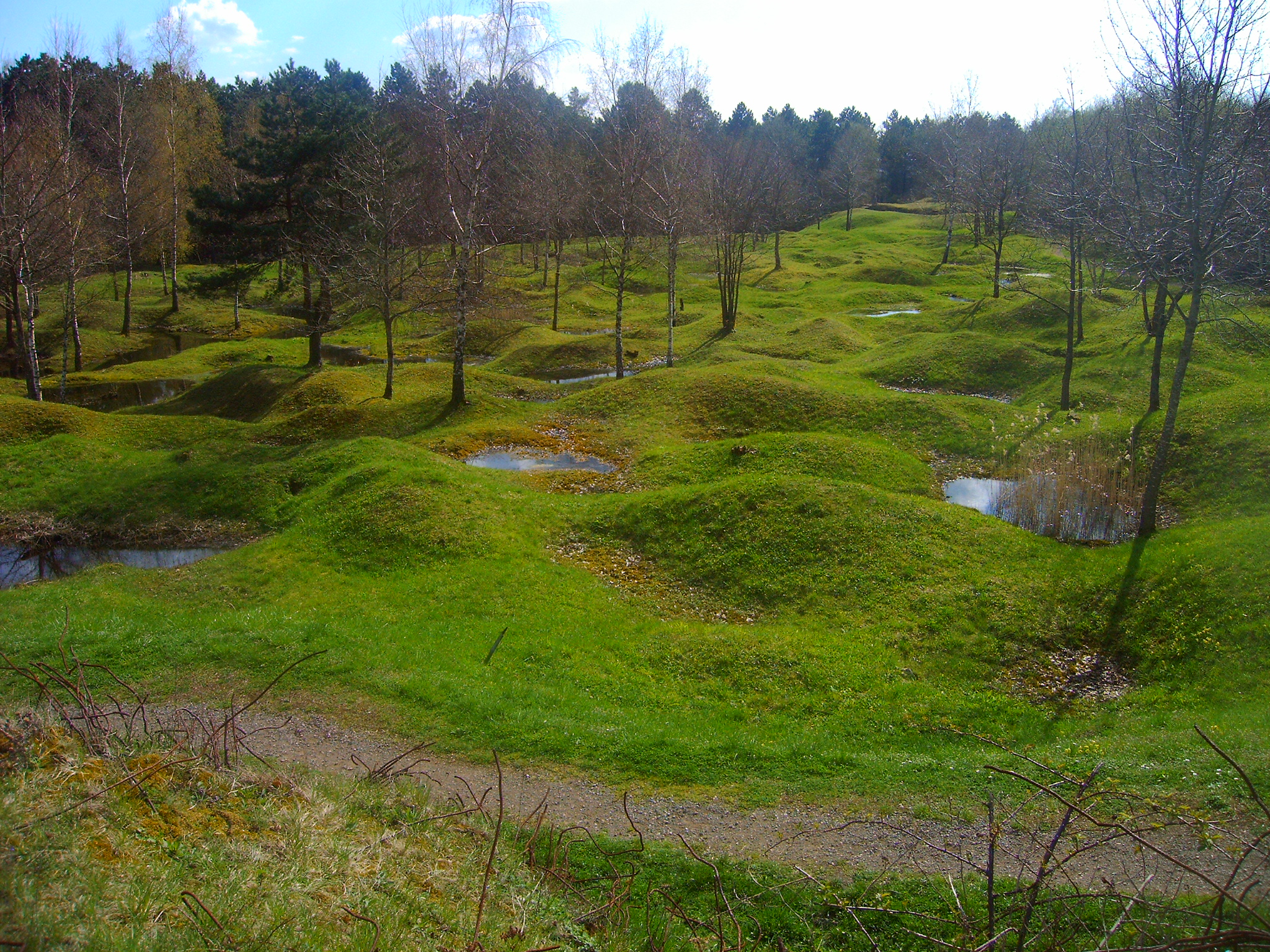
ساحة معركة فردان (2005)

المنطقة الحمراء (بالإنجليزية: Red Zone)‏ هي سلسلة من المساحات غير المتجاورة التي تشمل جميع ضواحي شمال شرق فرنسا والتي كانت الحكومة الفرنسية قد عزلتها بعد الحرب العالمية الأولى. وتغطي المنطقة في الأصل أكثر من 1,200 كيلومتر مربع (460 ميل2)، تم اعتباره شديد الضرر جسديًا وبيئيًا.
تم تعريف المنطقة الحمراء بعد الحرب مباشرة على أنها المناطق "المدمرة بالكامل، حيث قد تصل نسبة الأضرار التي تلحق بالممتلكات 100٪، وبالقطاع الزراعي 100٪، 
حيث تستحيل التنقية. وتستحيل الحياة البشرية". 
بموجب القانون الفرنسي، تم حظر جميع أنشطة الإسكان أو الزراعة أو الغابات بشكل مؤقت أو دائم في المنطقة الحمراء، بسبب وجود كميات هائلة من الرفات البشرية والحيوانية، وملايين المواد من الذخائر غير المنفجرة الملوثة للأرض. لم يُسمح أبدًا بإعادة بناء بعض البلدات والقرى بعد الحرب.

## الأخطار الرئيسية
تعتبر المنطقة الحمراء مليئة بالقذائف غير المنفجرة (ويضم العديد من قذائف الغاز ) والقنابل اليدوية والذخيرة الصدئة. تلوثت التربة بشدة بالرصاص والزئبق والكلور والزرنيخ والغازات الخطرة المختلفة والأحماض وبقايا الإنسان والحيوان.  كما تناثرت في المنطقة مستودعات الذخيرة والمصانع الكيماوية.
في كل عام، يتم التخلص من عدة أطنان من القذائف غير المنفجرة. وفقًا لوكالة الأمن المدني المسؤولة، بالمعدل الحالي، ستكون هناك حاجة إلى 300  إلى 700 سنة أخرى لتنظيف المنطقة بالكامل. اكتشفت بعض التجارب التي أجريت في 2005-2006 ما يصل إلى 300 قذيفة لكل هكتار (120 لكل فدان) في أعلى 15 قذيفة سم (6 بوصة) من التربة في أسوأ المناطق. 

## روابط خارجية
- خريطة الجبهة الغربية عام 1918 باللغة الإنجليزية
- Déminage à Douaumont باللغة الفرنسية
- ناشيونال جيوغرافيك: منطقة روج الفرنسية هي تذكير طويل الأمد بالحرب العالمية الأولى باللغة الإنجليزية